# Ernst Zodl
Ernst Zodl (* 17. März 1924 in Markt Piesting; † 14. März 2001 in Wiener Neustadt) war ein österreichischer Politiker (SPÖ) und Finanzbeamter. Er war 1979 kurzfristig Abgeordneter zum österreichischen Nationalrat.
Zodl besuchte nach der Pflichtschule eine Mittelschule und legte 1942 die Matura ab. Nach dem Zweiten Weltkrieg war er von 1946 bis 1948 in der Privatwirtschaft tätig, 1948 trat er in den Finanzdienst. Er wurde 1978 zum Amtsdirektor ernannt. 
Zodl engagierte sich ab 1950 als Gemeinderat in Markt Piesting und hatte zwischen 1955 und 1968 die Funktion eines geschäftsführenden Gemeinderats inne. Danach wirkte er von 1968 bis 1974 als Vizebürgermeister und war danach infolge der Auflösung des Gemeinderates von Jänner bis Mai 1975 Beirat. Danach übernahm er ab Mai 1975 erneut die Funktion eines geschäftsführenden Gemeinderats. Zodl war zudem Vorsitzender-Stellvertreter der Landessektion Finanz der Gewerkschaft öffentlicher Dienst und Mitglied des Bezirksschulrates. Des Weiteren vertrat er die SPÖ vom 9. Februar 1979 bis zum 4. Juni 1979 im Nationalrat. 